# Луций Гораций Пульвилл
Луций Гораций Пульвилл (лат. Lucius Horatius Pulvillus; V—IV века до н. э.) — римский политический деятель из патрицианского рода Горациев, военный трибун с консульской властью в 386 году до н. э. по данным Тита Ливия
Во время трибуната Луция Горация началась война с Антием, и пять военных трибунов заявили о своей готовности подчиниться шестому — Марку Фурию Камиллу. Позже Луций Гораций вместе с коллегой Луцием Квинкцием Цинциннатом воевал с эквами.
Диодор Сицилийский называет только четырёх военных трибунов 386 года до н. э., а Ливий добавляет к этому списку Пульвилла и Публия Валерия Потита Публиколу. Исследователи полагают, что эти два трибуна были просто выдуманы.